# Hans-Jörg Blauert
Hans-Jörg Blauert (21 de Março de 1918 - 9 de Fevereiro de 1944) foi um comandante de U-Boot que serviu na Kriegsmarine durante a Segunda Guerra Mundial.